# 치비텔라알페데나
치비텔라알페데나(이탈리아어: Civitella Alfedena)는 이탈리아 아브루초주 라퀼라도에 있는 코무네이다. 아브루초, 라치오 에 몰리세 국립 공원에 위치해있다.

## 자매 도시
- 이탈리아 카날산보보